# شلين سيورن
شلين سيورن (بالإنجليزية: Chlein Seehorn)‏ هو أحد جبال سلسلة جبال الألب سيلفريتا وجزء من القمة الأم غروس سيورن يقع في كانتون غراوبوندن, سويسرا. يبلغ ارتفاع الجبل حوالي 3032 متر، بينما يبلغ ارتفاع نتوء الجبل 172 متر.